# GRE (тест)
GRE (англ. Graduate Record Examinations) — тест, который необходимо сдавать для поступления в аспирантуру, магистратуру или иной последипломный курс в вузе США и ряда других стран (в том числе — Канада, Швейцария и Австралия). В большинстве случаев заявления на поступление не будут рассмотрены до направления результатов данного теста.
Тест GRE был создан компанией ETS в 1949 году для оценивания языковых, математических, аналитических и критических навыков мышления, приобретённых за длительный период времени и не ограниченных одной узкой специальностью. Компьютерный тест GRE можно пройти в тест-центрах Prometric.
Значение результатов GRE варьируется между приёмными комиссиями разных бизнес-школ — от простой формальности до важнейшего фактора приёма абитуриентов на обучение.
В августе 2011 года тест GRE претерпел существенные изменения. В итоге он сохранил адаптивность, но не от вопроса к вопросу, а скорее от секции к секции. Таким образом, результаты двух первых секций — языковой и математической — определяют сложность двух следующих секций. В новой версии теста GRE сохранились как виды секций, так и типы вопросов, но изменилась шкала оценивания — с 200—800 на 130—170.
Стоимость прохождения теста — 195 долларов США. Эта цена может быть снижена при особых обстоятельствах. Компания ETS готова оказывать финансовую помощь тестируемым, которые испытывают денежные проблемы. Результаты теста GRE, полученные более 5 лет назад, не отправляются в университеты, хотя некоторые бизнес-школы принимают и более старые результаты.
Существует два типа экзамена. Общий тест (general test), и специализированные (subject) тесты: физика, химия, математика, биология, психология. General test ограничивается школьной программой по математике, в то время как subject тесты по охвату материала сравнимы с третьим-четвёртым курсом вуза. При поступлении на большинство программ требуется сдавать только general test.
General test, помимо математики, включает проверку знания английского языка. Большое внимание уделяется словарному запасу студента.
Тест GRE рассчитан на носителей английского языка, тем не менее, его прохождение требуется для всех поступающих в аспирантуру в Америке. Отдельные бизнес-школы не заостряют внимание на результатах языковой секции, поскольку возможность принимать на обучение иностранных студентов является для них приоритетной. Поэтому большинство иностранных студентов, получивших низкий балл на GRE, сдают тест TOEFL, где языковая секция проще для прохождения.

## Структура теста GRE
Общий (General) компьютеризованный тест GRE состоит из шести секций. Первой всегда проходится аналитическая, где необходимо решать проблемы и приводить аргументы. Следующие пять секций состоят из двух языковых, двух математических и одной экспериментальной. Эти пять секций могут идти в любом порядке. Результаты экспериментальной секции не входят в общие баллы GRE. Новый (после 2011 года) тест GRE построен так, что результаты первых секций определяют сложность следующих. В новом формате тестируемые могут свободно переходить вперёд и назад между вопросами в пределах одной секции. Программа позволяет «помечать» вопросы внутри секций, чтобы впоследствии к ним вернуться. Всего на тест даётся 3 часа 45 минут. После каждой секции можно сделать перерыв продолжительностью в одну минуту, а после третьей — 10 минут.

## Вербальная часть теста
Вербальная часть теста GRE определяет способность экзаменующегося к быстрому анализу прочитанного, систематизации полученной информации, пониманию взаимосвязей между составными частями предложений, словами и мыслями. Вопросы в тестах касаются как повседневной жизни, так и сферы естественных наук. Особое внимание уделяется проверке словарного запаса.
Вербальные секции теста GRE содержат вопросы трёх типов, описанных ниже.

### Text Completion
Задание состоит из текста (3—5 предложений), в котором пропущены от одного до трех слов. К тексту предлагаются варианты слов, которые необходимо подставить вместо пропусков. Задание считается выполненным, если правильно подобраны все слова.

### Sentence Equivalence
Вопросы Sentence Equivalence содержат одно предложение, в котором имеется пропущенное слово. К предложению предлагается шесть вариантов ответов. Необходимо выбрать два слова из предложенных, которые, если их подставить в предложение, приведут к одинаковому смыслу. Нередко среди неправильных вариантов ответов встречаются синонимы, которые, если их подставить в предложение, искажают логику предложения. Правильные ответы, с другой стороны, не обязательно должны быть синонимами, но их использование в предложении приводит к одинаковому логически непротиворечивому смыслу предложения.

### Reading Comprehension
Задания Reading Comprehension состоят из текста и нескольких вопросов к нему. Тексты могут быть разного объёма и на разные темы (естественнонаучные, социальные, гуманитарные). Вопросы к тестам имеют три формата:
1. Вопрос и пять вариантов ответов. В этом случае необходимо выбрать один правильный ответ.
2. Вопрос и три варианта ответов. В этом случае необходим выбрать все варианты ответов, которые являются правильными (от одного до трех).
3. Задание на нахождение предложения в тексте, соответствующего определенному критерию.

### Необходимые навыки
Навыки, необходимые для успешного прохождения вербальной части:
- Развитая лексика (знание редких слов) для вопросов Text Completion, Sentence Equivalence
- Логическое мышление, способность определять логические ошибки в рассуждении
- Навыки аналитического чтения (часто вопросы к текстам сформулированы не «что», «кто», «где», «когда», а «почему», «зачем»).
- Внимание к деталям и умение удерживать в памяти большие массивы информации

## Математическая (Quantitative) секция
Эта секция оценивает знания математики и анализа, полученные в школе. Обычно математическая секция состоит из 20 задач, на решение которых отводится 35 минут.
Математическая секция GRE содержит вопросы следующих типов:
- Количественные сравнения (Quantitative comparisons), где требуется оценить соотношения чисел
- Задачи (Problem solving)
- Интерпретация данных (Data interpretation), где тестируемому предоставляются графики или таблицы, которые необходимо правильно проинтерпретировать.
- Множественный выбор (multiple choice), где необходимо выбрать два правильных ответа из пяти.

## Аналитическое письмо (Analytical writing)
Аналитическая секция состоит из двух эссе, «проблемного» и «аргументирующего». Эссе пишутся на компьютере в программе, специально созданной ETS. В этой программе есть только базовые функции, проверка орфографии и прочие продвинутые функции отсутствуют. Каждое эссе оценивается двумя проверяющими по шестибалльной шкале. Если оценки различаются, то результатом будет среднее арифметическое. В случае, когда оценки различаются более чем на один балл, эссе проверяет ещё один экзаменатор.

### «Проблемное» эссе (Issue task)
Здесь необходимо за 30 минут написать эссе на предложенную тему. Темы выбираются из списков, ранее опубликованных в Программе GRE. Списки доступны на официальном сайте ETS.

### «Аргументирующее» эссе
Тестируемому выдаётся аргумент (то есть факты и размышления, приводящие к определённому выводу) и задание написать эссе, оспаривающее его. Здесь рассматривается логика аргумента и способы её усовершенствования. От тестируемых требуется не личное мнение относительно аргумента, а нахождение логических несоответствий в нём. На эссе отводится 30 минут. Аргументы выбираются из списков тем, опубликованных в Программе GRE. С ними можно ознакомиться на официальном сайте ETS.

## Экспериментальная секция
Экспериментальная секция может состоять из языковых, математических или аналитических заданий и содержит задачи, которые ETS планирует использовать в будущем. Несмотря на то, что результаты экспериментальной секции не суммируются с остальными и не входят в общий результат теста, она неотличима от основных секций. Поскольку ни один тестируемый не может знать, какая из секций экспериментальная, им необходимо решить задачи всех секций теста.

## Оценивание теста GRE
Во время прохождения теста экзаменуемый может пропустить один или больше вопросов множественного выбора и получить полный результат — 170 баллов за секцию. Точно так же, даже если не дано ни одного правильного ответа, экзаменуемый получает минимальный балл — 130 за секцию.
В случае, если тестируемый осознаёт, что не ответил правильно на большинство вопросов теста, он может отменить свой результат до того, как его выдаст компьютер.

## Подготовка к тесту GRE
Материалы для подготовки к тесту GRE можно найти как на официальном сайте ETS, так и на множестве специализированных сайтов. Существуют тренировочные тесты, например, PowerPrep от ETS, где используются вопросы из старых тестов. Часто для подготовки к тесту абитуриенты обращаются в специальные компании для подготовки к тестам. Чтобы правильно оценить свои возможности в начале подготовки к GRE, рекомендуется прохождение диагностических тестов, доступных на официальном сайте ETS. Тем не менее, такой тест не всегда признаётся как единственный способ определить уровень абитуриента.